# (3875) Staehle
(3875) Staehle (1988 KE) – planetoida z pasa głównego asteroid okrążająca Słońce w ciągu 3,32 lat w średniej odległości 2,23 j.a. Odkryła ją Eleanor Helin 17 maja 1988 roku.